# Edinburg (Mississippi)
Edinburg ist eine unincorporated Community im Leake County des US-Bundesstaates Mississippi. Der Ort liegt hauptsächlich auf dem nördlichen (orographisch rechten) Ufer des Pearl River, an der Abzweigung des Mississippi Highway 427 vom Mississippi Highway 16.

## Geschichte
Der Ortsname Edinburg ist abgeleitet von Edinburgh in Schottland.

## Söhne der Stadt
- Van T. Barfoot (1919–2012), Träger der Medal of Honor[3]
- Jim Barnett, Arzt und Politiker[4]
- Bill Stribling, Spieler in der NFL[5]

## Belege
1. ↑  Edinburg. In: Geographic Names Information System. United States Geological Survey, United States Department of the Interior, abgerufen am 10. März 2018 (englisch).
2. ↑  Gannett, Henry: The Origin of Certain Place Names in the United States. Govt. Print. Off., Washington, D.C. 1905, S. 114 (englisch, google.com).
3. ↑  The Van Barfoot Story (Memento des Originals vom 11. Juli 2012 im Webarchiv archive.today)  Info: Der Archivlink wurde automatisch eingesetzt und noch nicht geprüft. Bitte prüfe Original- und Archivlink gemäß Anleitung und entferne dann diesen Hinweis.
4. ↑  Jim Barnett's Biography. Vote Smart, abgerufen am 10. März 2018 (englisch).
5. ↑  Bill Stribling